# Општина Добротешти (Телеорман)
Добротешти (рум. Dobroteşti) општина је у Румунији у округу Телеорман.
Oпштина се налази на надморској висини од 120 m.